# Alburnus danubicus
Alburnus danubicus és una espècie de peix cipriniforme de la família dels ciprínids que es troba a Romania i Bulgària.